# كهف القصر
يقع كهف القصر (بالإسبانية: Gruta del Palacio)‏ - (بالإنجليزية: Palace Cave)‏ في إدارة فلوريس، أوروغواي.

## تاريخ
تعود الصخور التي تشكل فيها الكهف إلى أواخر العصر الطباشيري وتتكون من الحجر الرملي الذي تم تشكيله خلال العصر الباليوسيني. تمت دراسته لأول مرة في عام 1877؛ في أوائل القرن العشرين ،حيث تم استكشافه من قبل الدكتور كارل والتر. تعتبره منظمة اليونسكو موقعًا محتملاً للتراث العالمي، نظرًا لاهتمامها بصفتها حديقة جيولوجية. يظهر كهف القصر في شعار النبالة لقسم فلوريس.